# Francisco Canindé Palhano
Francisco Canindé Palhano (* 1. Januar 1949 in São José de Mipibu, Rio Grande do Norte) ist ein brasilianischer Geistlicher und emeritierter römisch-katholischer Bischof von Petrolina.

## Leben
Francisco Canindé Palhano besuchte ab 1960 das Kleine Seminar des Erzbistums Natal. Anschließend absolvierte er ein Studium der Literaturwissenschaft an der Universidade Federal do Rio Grande do Norte in Natal. Später studierte er Philosophie und Katholische Theologie an der Theologischen Fakultät Nossa Senhora da Conceição in São Paulo. Palhano wurde am 6. Januar 1974 in der Kirche Sant’Ana e São Joaquim in São José de Mipibu zum Diakon geweiht und empfing am 2. Februar 1975 durch den Erzbischof von Natal, Nivaldo Monte, das Sakrament der Priesterweihe für das Erzbistum Natal.
Nach der Priesterweihe war Palhano zunächst als Pfarrvikar der Pfarreien Sant’Ana in Santana do Matos (1975), Sant’Ana e São Joaquim in São José de Mipibu (1975–1984) und Nossa Senhora do Ó in Nísia Floresta (1984–1985) tätig. 1985 setzte er seine Studien an der Päpstlichen Akademie Alfonsiana in Rom fort, an der er 1987 ein Lizenziat im Fach Moraltheologie erwarb. Während seiner Studienzeit in Rom war er Alumnus des Päpstlichen Brasilianischen Pius-Kollegs. Ab 1987 war Palhano Pfarrer der Pfarrei Santo Afonso Maria de Ligório in Natal. Er fungierte ab 1995 zusätzlich als Regens des Priesterseminars São Pedro in Natal, an dem er auch Moraltheologie und Liturgiewissenschaft lehrte. Daneben war er 1991 Zeremoniar und Mitglied des Organisationskomitees für den XII. Nationalen Eucharistischen Kongress in Natal. Darüber hinaus wirkte Palhano als Bischofsvikar für die Familienpastoral im Erzbistum Natal, als Kirchlicher Assistent der Bewegung Encontro de Casais com Cristo (ECC) und als Kaplan am Maristenkolleg. Papst Johannes Paul II. verlieh ihm am 29. November 1991 den Ehrentitel Päpstlicher Ehrenkaplan.
Am 26. Juli 2006 ernannte ihn Papst Benedikt XVI. zum Bischof von Bonfim. Der Erzbischof von Natal, Matias Patrício de Macêdo, spendete ihm am 21. Oktober desselben Jahres in der Kathedrale Nossa Senhora da Apresentação in Natal die Bischofsweihe; Mitkonsekratoren waren der Bischof von Campina Grande, Jaime Vieira Rocha, und der emeritierte Erzbischof von Natal, Heitor de Araújo Sales. Sein Wahlspruch Oportet illum regnare („Er muss herrschen“) stammt aus 1 Kor 15,25 . Als Bischof von Bonfim organisierte Palhano die Krankenhausseelsorge neu. Außerdem wurden auf seine Initiative hin das Bischofshaus und die Kathedrale Senhor do Bonfim renoviert. Überdies engagierte er sich im nationalen Rat der Bewegung Encontro de Casais com Cristo.
Papst Franziskus bestellte ihn am 3. Januar 2018 zum Bischof von Petrolina. Die Amtseinführung erfolgte am 3. März desselben Jahres.
Am 24. April 2024 nahm Papst Franziskus das altersbedingte Rücktrittsgesuch von Francisco Canindé Palhano an.